# Mykola Fesenko
Mykola Serheevyč Fesenko (in ucraino Микола Сергеевич Фесенко?; Dnipropetrovs'k, 25 dicembre 1956) è un ex cestista sovietico.

## Carriera
Con l'Unione Sovietica disputò i Campionati europei del 1981.